# チャールズ・ウィンステッド
チャールズ・ウィンステッド（Charles Batsell Winstead,1891年5月25日‐1973年8月3日）は、アメリカ合衆国のFBI捜査官。1934年にギャングのジョン・デリンジャーを射殺した人物として知られる。

## 略歴

### 生い立ち
1891年5月25日にテキサス州シャーマンで4人兄弟の長男に生まれた。そのとき父親のワシントン・ウィンステッドは18歳、母親のメイ・マールは16歳だった。シャーマンの男子校とビジネス・スクールに通ったが正式な学位は取得していない。
1915年7月、ジョージア・エリザベス・ガートレルと結婚。若い頃は牧場で働き、第一次世界大戦が始まると米軍に従事した。戦後はテキサス州の保安官代理やエルパソの連邦検事局に勤務した。1926年7月に捜査局(後のFBI)に入局し、ダラス支局でボニーとクライドやマシンガン・ケリーの捜索に参加した。

### デリンジャーギャングとの対峙
1934年4月、捜査局は数々の銀行強盗で注目を浴びるデリンジャーギャングをリトル・ボヘミア・ロッジで包囲したものの、全員を取り逃がすという重大なミスをおかした。エドガー・J・フーヴァー長官が集めた捜査官たちは弁護士や会計士出身のエリート層が多く、優秀ではあるが現場を知らない者ばかりだった。そこでフーヴァーは中西部出身のベテラン捜査官に応援を要請した。
同年5月、テキサス州のダラス支局はウィンステッド、ジェリー・キャンベル、クラレンス・ハートの3人をシカゴ支局に派遣した。ウィンステッドは身長170cm体重59キロと捜査官の中では小柄なほうで経験も浅かったが、南西部地区を担当するガス・ジョーンズ特別捜査官は彼の仕事ぶりを称賛していた。3人はメルヴィン・パーヴィスが率いるデリンジャー特捜班の支援に就いた。シカゴに着任すると、「ナックルダスターで殴られた」「逃亡犯と間違えられた」「反ユダヤ的な暴言を吐かれた」「路上で口論になり拳銃を突き付けられた」といったウィンステッドへの一方市民の苦情が相次ぎ、懲戒移動処分を2回受けた。だが「これがテキサス流だ」と擁護する上司もいた。
同年7月、捜査局はジョン・デリンジャーをシカゴのバイオグラフシアターの前で待ち伏せして射殺した。この功績によりウィンステッドらはフーバー長官から表彰された。後に行なわれた検証によると、デリンジャーに命中した弾丸は3発あり、2発はウィンステッドのコルト.45から発射されたもので、うち1発が後頭部から頬に貫通しこれが致命傷となったと推測された。
その後はアルヴィン・カーピスやデリンジャーギャングの残党であるベビーフェイス・ネルソンの捜索に動員された。

### デリンジャーの死後
デリンジャーギャングが壊滅したあとエルパソとアルバカーキに勤務した。エルパソ支局では後にFBI次官および麻薬情報局NDICの局長となるウィリアム・C・サリヴァン捜査官を指導した。
1942年、ある女性新聞記者からインタビューを受けたとき、彼女をソビエト連邦に感化された共産主義者だと侮辱した。「軽率な発言はFBI全体の考え方だと誤解されかねない」とフーヴァーは直ちに謝罪するよう命じ、さらにオクラホマシティに懲戒移動させようとした。この独断的な転属命令に憤ったウィンステッドは、フーヴァーに向かって『地獄に落ちろ！』と楯突き12月10日に辞任した。

### FBI退職後
FBIを退職したときは第二次世界大戦の只中で陸軍情報部に勤務した。一時期はマンハッタン計画を進めるロスアラモス国立研究所のセキュリティ責任者も務めている。戦争が終わりニューメキシコ州で保安官代理や私立探偵などを務めたあと引退し、牧場を手に入れ余生を過ごした。 
1973年8月3日、癌のためニューメキシコ州のアルバカーキ退役軍人病院で亡くなった。82歳だった。遺灰はアルバカーキのフェアビュー記念公園に撒かれた。 

## その他のエピソード
- シカゴ支局のサミュエル・カウリー捜査官は、ウィンステッドから「シカゴは生活費が嵩むのでダラスに戻りたい」という泣き言に近い愚痴を頻繁に聞かされたという。
- デリンジャーを撃ったコルト.45オートマチックはシカゴ支局に来てから支給されたもので、事件のあと定期的な銃器の入れ替えの際に当局に返却したと話している[7]。
- 後輩ウィリアム・C・サリヴァンのウィンステッドに対する評価。

『彼はいつも本を読んでいた。ほとんどの学生は大学を卒業すると学ぶことをやめてしまうが、彼は最低限の勉学しか受けていないのに常に探求心を持っていた』
- ウィンステッドからサリヴァンへの助言。

『フーヴァーに呼び出されたら見栄えのいいスーツを着て行き、手にはノートを持ち、フーバーが口を開くたびにメモを取れ。そしてひたすらお世辞を言うんだ。メモはあとで捨ててしまえ。やつをよく知る者は皆そうしている』
- サリヴァンとはFBI退職後も交流が続き、遺書には愛用の.357マグナムリボルバーとステットソン帽をはじめ、ブーツやサドルなどの乗馬具をサリバンに残すと記してあった。（サリバンは4年後に狩猟中の事故で亡くなった)

- 1950年代にFBI時代の回顧録を執筆したが完成しなかった。回顧録は2番目の妻のモード・アリーン(1894-1977)から連れ子の手に渡り、2008年にテキサス州のシャーマン博物館に寄贈された。

## 登場する作品
「パブリック・エネミーズ」”Public Enemies” (2009年の映画）　
※スティーヴン・ラングがウィンステッドを演じる。映画ではリトル・ボヘミア・ロッジの事件の前にシカゴ支局に赴任している。